# Äventyr i etikbranschen
Äventyr i etikbranschen är en bok av Ola Sigvardsson utgiven i augusti 2022 på Fri Tanke.
Den handlar om det svenska medielandskapet 2011–2021.

## Innehåll
Boken ställer frågan "Hur mycket ska en offentlig person behöva tåla i medierna?", en fråga som var central under Ola Sigvardssons tio år som pressombudsman (PO). Den handlar även om det medieetiska systemet, allmänintresse, namnpubliceringar, tidningarnas digitalisering, sociala mediers genomslag och metoo under vilken Sveriges förtalslagstiftning var i fokus för den medieetiska debatten.
Innehållet exemplifieras med bland annat kungahuset, Anna Lindh, Mikael Persbrandt, Benny Fredriksson, Martin Timell och Cissi Wallin.